# Jerzy Szukała (agronom)
Jerzy Manfred Szukała (ur. 12 stycznia 1941 w Podmoklu Wielkim, zm. 1 marca 2020) – polski agronom, profesor nauk rolniczych.

## Życiorys
W 1972 ukończył studia rolnicze w Wyższej Szkole Rolniczej w Poznaniu, tam w 1980 obronił pracę doktorską. 28 listopada 1994 habilitował się na podstawie pracy zatytułowanej Wpływ czynników agrotechnicznych na plon, skład chemiczny i wartość siewną nasion trzech gatunków łubinu ze szczególnym uwzględnieniem łubinu białego. 14 grudnia 1999 nadano mu tytuł profesora w zakresie nauk rolniczych. Pracował w Katedrze Uprawy Roli i Roślin na Wydziale Rolniczym Akademii Rolniczej im. Augusta Cieszkowskiego w Poznaniu.
Pełnił funkcję profesora nadzwyczajnego w Katedrze Agronomii na Wydziale Rolnictwa i Bioinżynierii Uniwersytetu Przyrodniczego w Poznaniu, oraz wiceprzewodniczącego i członka zarządu Polskiego Towarzystwa Łubinowego.
Był członkiem Komitetu Uprawy Roślin Polskiej Akademii Nauk.
Zmarł 1 marca 2020, pochowany na cmentarzu w Przeźmierowie.